# Pound of Flesh
Pound of Flesh è un film canadese del 2015 diretto da Ernie Barbarash. Terza collaborazione tra Van Damme e Barbarash dopo Assassination Games (2011) e 6 Bullets (2012).

## Trama
Per donare il suo rene alla nipote morente, Deacon Lyle, un ex agente dei Black-Ops, si sveglia il giorno prima dell'operazione e scopre di essere stato l'ultima vittima di un furto di organi. Ricucito e arrabbiato, Deacon parte dal suo opulento albergo alla ricerca del suo rene rubato e crea una scia intrisa di sangue attraverso gli angoli più bui della città - bordelli, fight club, mercati neri nei vicoli, e tenute miliardarie. Il tempo passa per la nipote e ad ogni passo l'uomo perde sangue; Deacon, con l'aiuto dei suoi ex legami con la malavita e del fratello civile viaggerà attraverso lo squallido ventre della società, dimostrando a chiunque incrocerà nel suo cammino, che nulla ha più valore per un uomo della sua carne e del suo sangue.

## Produzione
La produzione del film si concluse il 24 maggio 2014. Il budget stimato è stato di circa 7.500.000 dollari.

## Distribuzione
Il film è stato distribuito direttamente in DVD e in VOD, prima il 23 marzo 2015 in Canada, poi il 23 giugno negli Stati Uniti d'America. In Italia é infine il 5 luglio in Italia.